# Persone di nome Giovanni/Altre...
| Questa pagina contiene informazioni ricavate automaticamente dalle voci biografiche con l'ausilio del template Bio e di un bot. L'aggiornamento è periodico e automatico e ricostruisce completamente la pagina. Se manca una persona in questa lista, sei pregato di non aggiungerla, ma accertati piuttosto che la sua voce biografica contenga il template Bio e che i dati anagrafici siano correttamente compilati. Se il template Bio manca, inseriscilo tu stesso o, in alternativa, metti l'avviso {{tmp\|Bio}} che ne segnala la mancanza. Se i dati riportati sono sbagliati, correggi direttamente la voce biografica; le modifiche saranno visibili in questa lista entro pochi giorni. Per chiarimenti vedi il progetto biografie. La lista contiene solo le 61 persone che sono citate nell'enciclopedia e per le quali è stato implementato correttamente il template Bio. Pagina aggiornata al 10 dic 2019. |

## A
- Giovanni Arena, mafioso italiano (Catania, n.1956)
- Giovanni Attendolo,  italiano (Cotignola, n.1319)
- Giovanni Axuch Comneno,  bizantino (Costantinopoli, †1200)

## B
- Giovanni Beatrice,  italiano (Gargnano, n.1576 - Tignale, †1617)
- Giovanni Bontate, mafioso italiano (Palermo, n.1946 - Palermo, †1988)
- John Bonventre, mafioso italiano (Castellammare del Golfo, n.1901 - †Castellammare del Golfo)
- Giovanni Brusca, mafioso e collaboratore di giustizia italiano (San Giuseppe Jato, n.1957)

## C
- Giovanni Cernogoraz, tiratore a volo croato (Capodistria, n.1982)
- Perkeo (Salorno, n.1702 - †1735)
- Giovanni Corridori, effettista italiano (Roma, n.1939)
- Giovanni Corvino (Buda, n.1473 - Krapina, †1504)

## D
- Giovanni D'Achiardi, mineralogista e politico italiano (Pisa, n.1872 - Fauglia, †1944)
- Giovanni d'Aragona (n.1304 - El Pobo, †1334)
- Giovanni d'Aragona (n.1330 - Bilbao, †1358)
- Giovanni d'Asburgo (Praga, n.1538 - †1539)
- Giovanni d'Assia-Braubach (Darmstadt, n.1609 - Ems, †1651)
- Giovanni d'Avesnes (Houffalize, n.1218 - Valenciennes, †1257)
- Giovanni di Borgogna (Digione, n.1371 - Montereau-Fault-Yonne, †1419)
- Giovanni di Braganza (n.1430 - Siviglia, †1484)
- Giovanni di Brunswick-Lüneburg (n.1242 - Braunschweig, †1277)
- Giovanni di Castiglia (Siviglia, n.1262 - Pinos Puente, †1319)
- Giovanni di Danimarca (Aalborg, n.1455 - Aalborg, †1513)
- Giovanni di Kent (Arundel, n.1330 - †1352)
- Giovanni I di Boemia (n.1296 - Crécy-en-Ponthieu, †1346)
- Giovanni II di Schleswig-Holstein-Haderslev (Haderslev, n.1521 - Haderslev, †1580)
- Giovanni di Valois (n.1340 - †1416)

## G
- Giovanni Garbagnate,  italiano (n.1426 - †1482)
- Giovanni
- Giovanni Battista (n.regno di Erode - †Macheronte)
- Giovanni I d'Aragona (Perpignano, n.1350 - Foixà, †1396)
- Giovanni IV di Brabante (Arras, n.1403 - Bruxelles, †1427)
- Giovanni apostolo ed evangelista (n.Betsaida - †Efeso)
- Giovanni di Thurn und Taxis (Ratisbona, n.1926 - Monaco di Baviera, †1990)
- Giovanni Giustiniani Longo (Genova, n.1418 - Chio, †1453)
- Giovanni Gonzaga (Mantova, n.1474 - Mantova, †1525)

## L
- Giovanni Liccio,  italiano (Caccamo, n.1426 - Caccamo, †1511)
- Giovanni Lucchi,  italiano (Cesena, n.1942 - Cremona, †2012)
- Giovanni Lupo, mafioso italiano (Corleone, n.1883 - †New York)

## M
- Giovanni Maistri, allenatore di rugby a 15 e rugbista a 15 italiano (Roma, n.1992)
- Giovanni Maver, slavista e accademico italiano (Isola di Curzola, n.1891 - Roma, †1970)
- Giovanni Mazzoni,  italiano (Chiassa Superiore, n.1886 - Petropawlovka, †1941)
- Giovanni Melodia (Messina, n.1915 - Roma, †2003)
- Giovanni Motisi, mafioso italiano (Palermo, n.1959)

## N
- Giovanni Nicchi, mafioso italiano (Torino, n.1981)

## O
- Giovanni d'Epiro (†1335)

## P
- Giovanni Pellielo, tiratore a volo italiano (Vercelli, n.1970)
- Giovanni d'Inghilterra (Oxford, n.1166 - Newark-on-Trent, †1216)
- Giovanni Prefoglio (n.Ragusa - †Ragusa)

## R
- Giovanni III Rizocopo
- Giovanni Rorutesu, cavaliere medievale italiano

## S
- Giovanni Scita
- Giovanni Senzani, brigatista e criminologo italiano (Forlì, n.1942)
- Giovanni Strangio, mafioso italiano (Siderno, n.1979)

## T
- John Tartamella, mafioso italiano (Castellammare del Golfo, n.1892 - New York, †1966)
- Giovanni Tegano, mafioso italiano (Reggio Calabria, n.1939)
- Giovanni Teutonico (†1245)
- Giovanni Torchitorio V (Santa Igia, †1256)
- Giovanni Tranquilli (Ascoli Piceno, n.1827 - Ascoli Piceno, †1923)

## V
- Giovanni Vasa (Uppsala, n.1589 - †1618)
- Giovanni Verri,  italiano (Milano, n.1745 - †1818)
- Giovanni Visconti di Gallura (San Miniato, †1275)